# Condivivere
Condivivere è il secondo album in studio del cantautore italiano Matteo Faustini pubblicato il 9 dicembre 2022.

## Composizione
L'album racchiude 21 tracce: 15 brani, scritti da Matteo Faustini, intervallati da 6 "sedute dallo psicologo" con dialoghi scritti dal cantautore stesso che ha così raccontato il disco:

## Descrizione e tematiche
L'album affronta varie tematiche Matteo Faustini descrive così l'album:
L'album raccoglie quindici canzoni, tra cui i singoli che hanno anticipato il progetto: 1+1, Stanco di piangere, Per donare, L'ultima parola, 3 livelli. Come singolo di lancio dell'album viene scelto Il girasole innamorato della luna, seguito da Sensibile.
Album brani sono dedicati alla famiglia: Il doppio della mia metà alla madre e Laura alla sorella dell’artista; mentre, la figura dello psicologo si rivela essere il padre di Matteo.
La produzione esecutiva è di Marco Rettani, che figura anche come autore di alcuni brani, insieme alla stesso Faustini.
La produzione artistica è di Giordano Colombo, Enrico Kikko Palmosi e Luca Chiaravalli.

## Tracce
1. Prima seduta – 1:04 (testo: Matteo Faustini)
2. Gli opposti non si attraggono – 3:10 (testo: Matteo Faustini – musica: Matteo Faustini)
3. Sensibile – 3:43 (testo: Matteo Faustini, Marco Rettani – musica: Matteo Faustini)
4. Sconosciuti – 3:08 (testo: Matteo Faustini – musica: Matteo Faustini)
5. Seconda seduta – 2:20 (testo: Matteo Faustini)
6. Il girasole innamorato della luna – 3:25 (testo: Matteo Faustini – musica: Matteo Faustini)
7. 3 livelli – 3:02 (testo: Matteo Faustini, Marco Rettani – musica: Matteo Faustini, Enrico Palmosi, Paolo Faustini)
8. L'ultima parola – 3:22 (testo: Matteo Faustini, Marco Rettani – musica: Matteo Faustini)
9. Terza seduta – 1:34 (testo: Matteo Faustini)
10. Lettera alle mie ansie – 3:37 (testo: Matteo Faustini – musica: Matteo Faustini)
11. Autogol – 3:16 (testo: Matteo Faustini, Marco Rettani – musica: Matteo Faustini, Luca Chiaravalli)
12. 1+1 – 3:10 (testo: Matteo Faustini, Marco Rettani – musica: Matteo Faustini, Enrico Palmosi)
13. Quarta seduta – 1:04 (testo: Matteo Faustini)
14. Il doppio della mia metà – 3:40 (testo: Matteo Faustini – musica: Matteo Faustini)
15. Medioego – 3:45 (testo: Matteo Faustini, Stefano Paviani – musica: Matteo Faustini)
16. Stanco di piangere – 3:54 (testo: Matteo Faustini – musica: Matteo Faustini)
17. Quinta seduta – 1:15 (testo: Matteo Faustini)
18. Laura – 3:48 (testo: Matteo Faustini – musica: Matteo Faustini)
19. Per donare – 3:18 (testo: Matteo Faustini, Marco Rettani – musica: Matteo Faustini)
20. Sesta seduta – 0:46 (testo: Matteo Faustini)
21. Solo un po’ di aria – 3:58 (testo: Matteo Faustini – musica: Matteo Faustini)

Durata totale: 60:19